# SGLカーボン
SGLカーボン（独：エス・ゲー・エル、英：エス・ジーエル - ・カーボン）は、ドイツに本社を置くSGLグループ傘下の炭素製品の世界最大規模メーカーのことである。

## 概要
人造黒鉛電極などの電極や等方性黒鉛、炭素繊維など、取り扱う分野は幅広く規模も日本の東海カーボンと並び世界大規模である 。

## 同業他社
- SECカーボン株式会社
- 日本カーボン株式会社
- 東海カーボン株式会社
- 東洋炭素株式会社